# Novosady (Kroměříž)
Novosady (německy Nowosad) je bývalé předměstí v Kroměříži ve Zlínském kraji. Pod názvem Kroměříž Novosady se do roku 1858 také jednalo o samostatné katastrální území.

## Historie
Předměstí Novosady vzniklo východně od vlastní Kroměříže, v okolí dnešního náměstí Míru. Nejstarší zmínka o Novosadech pochází z roku 1516. V první třetině 19. století je tvořila zástavba na východní straně nynějšího náměstí Míru, ulice Generála Svobody a západní uliční čára nejjižnější části ulice Kojetínské. V katastru Novosadů se rovněž nacházela Květná zahrada. Byly samostatnou obcí a po zrušení patrimoniální správy v polovině 19. století se v roce 1853 staly součástí Kroměříže. Jejich katastrální území bylo zrušeno v roce 1858 a jeho plocha byla přičleněna ke katastru města.
Počátkem 20. století byla v bývalém katastru Novosadů vybudována psychiatrická nemocnice. Ve druhé polovině 20. století zanikla historická zástavba předměstí, tvořící západní frontu náměstí Míru, a na jejím místě byly postaveny správní budovy (policie, poliklinika).

## Pamětihodnosti
- Květná zahrada
- Kolonáda v Květné zahradě
- Schrattenbachova sýpka
- Psychiatrická nemocnice v Kroměříži
- kostel svatého Cyrila a Metoděje v areálu Psychiatrické nemocnice
- soubor šesti secesních domů v Havlíčkově ulici

## Galerie

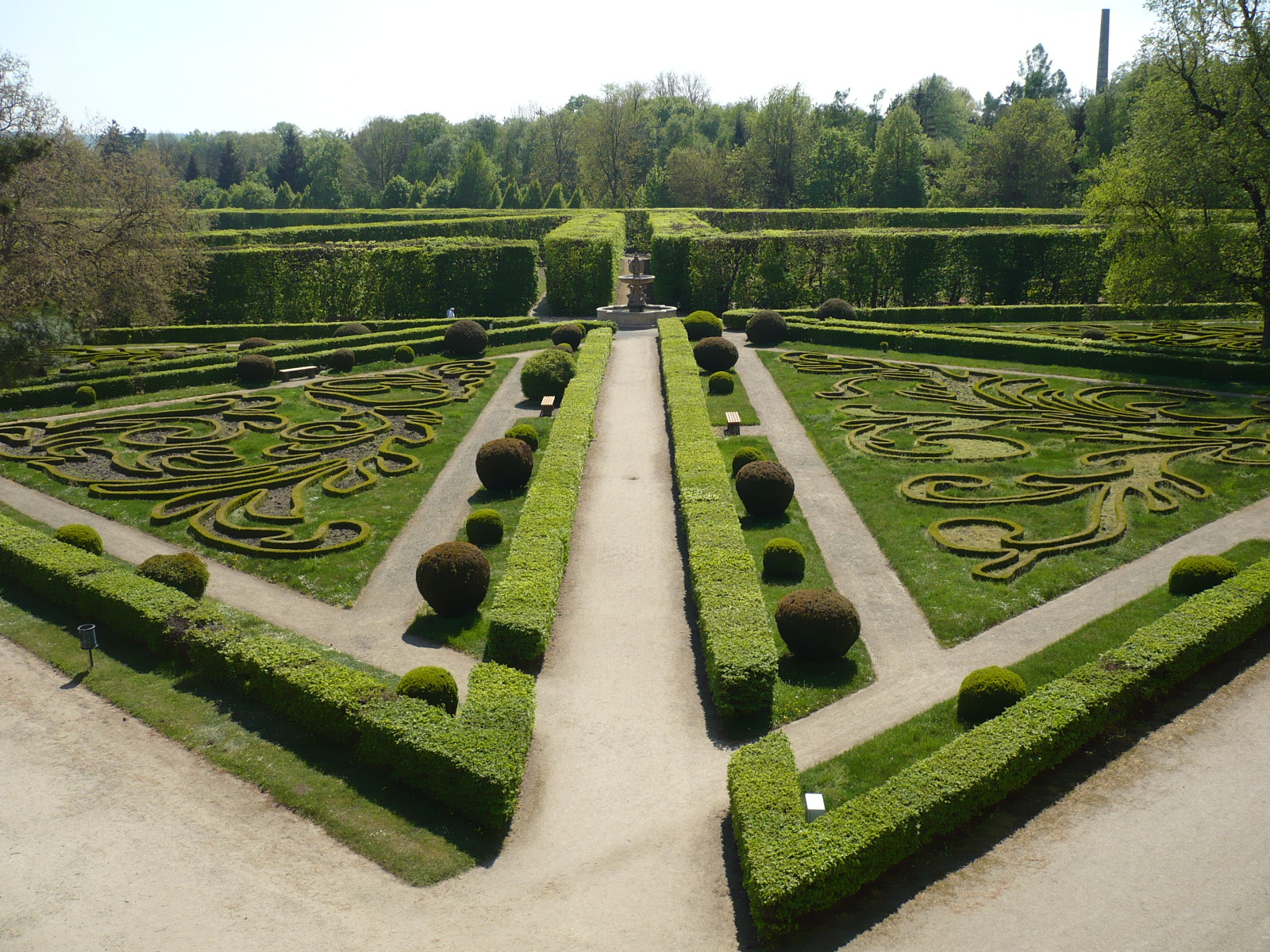
Květná zahrada
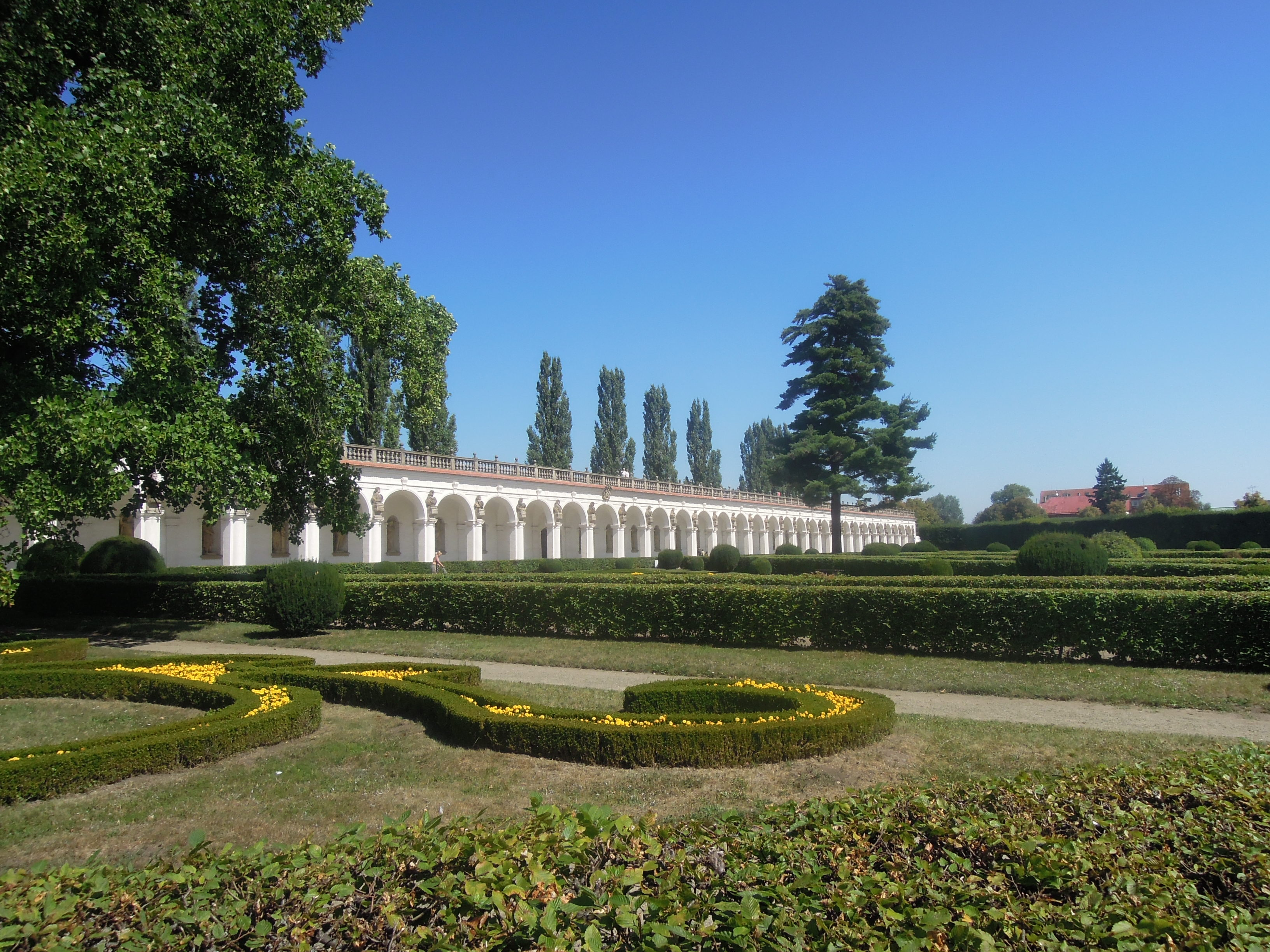
Kolonáda v Květné zahradě
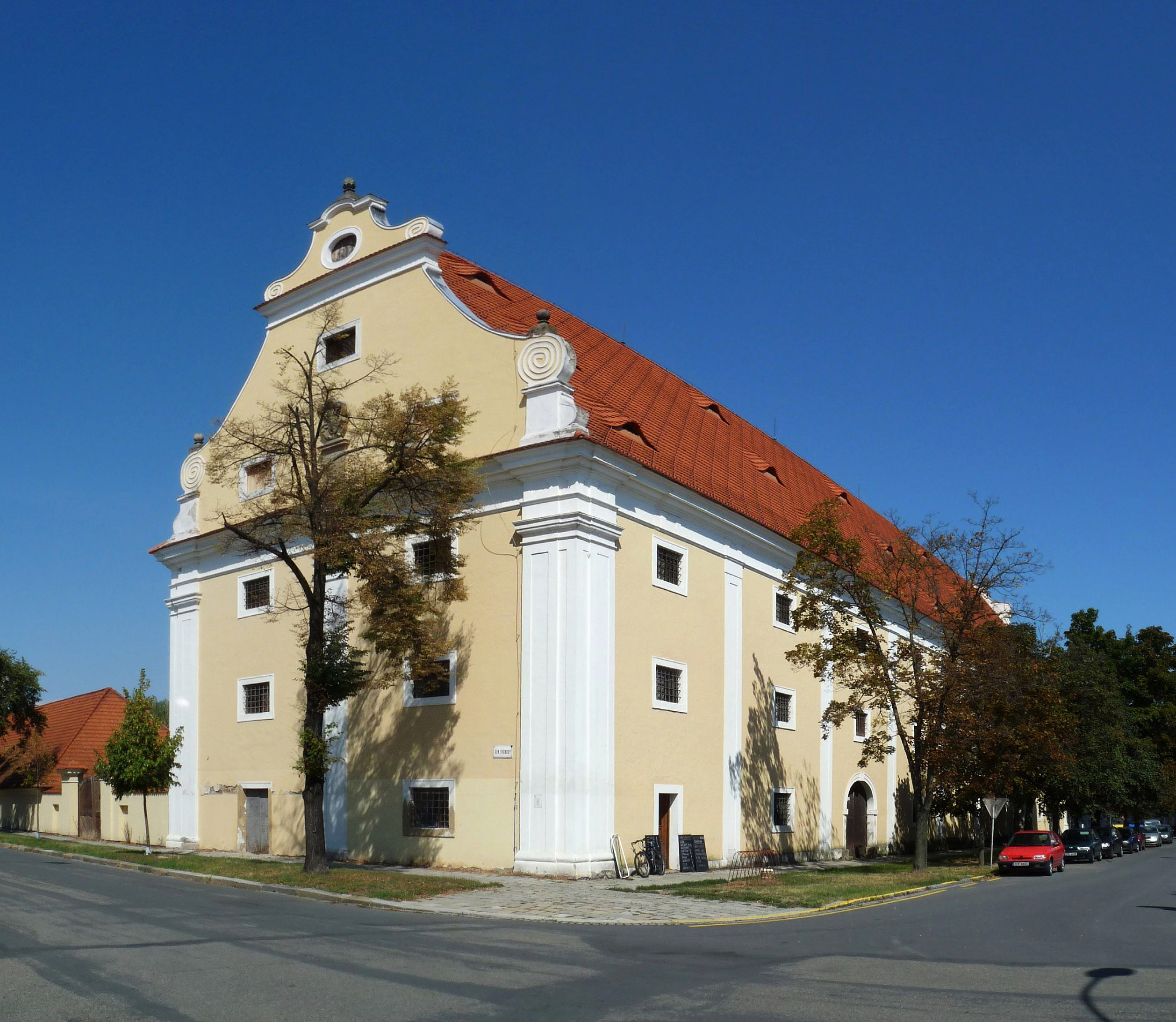
Schrattenbachova biskupská sýpka
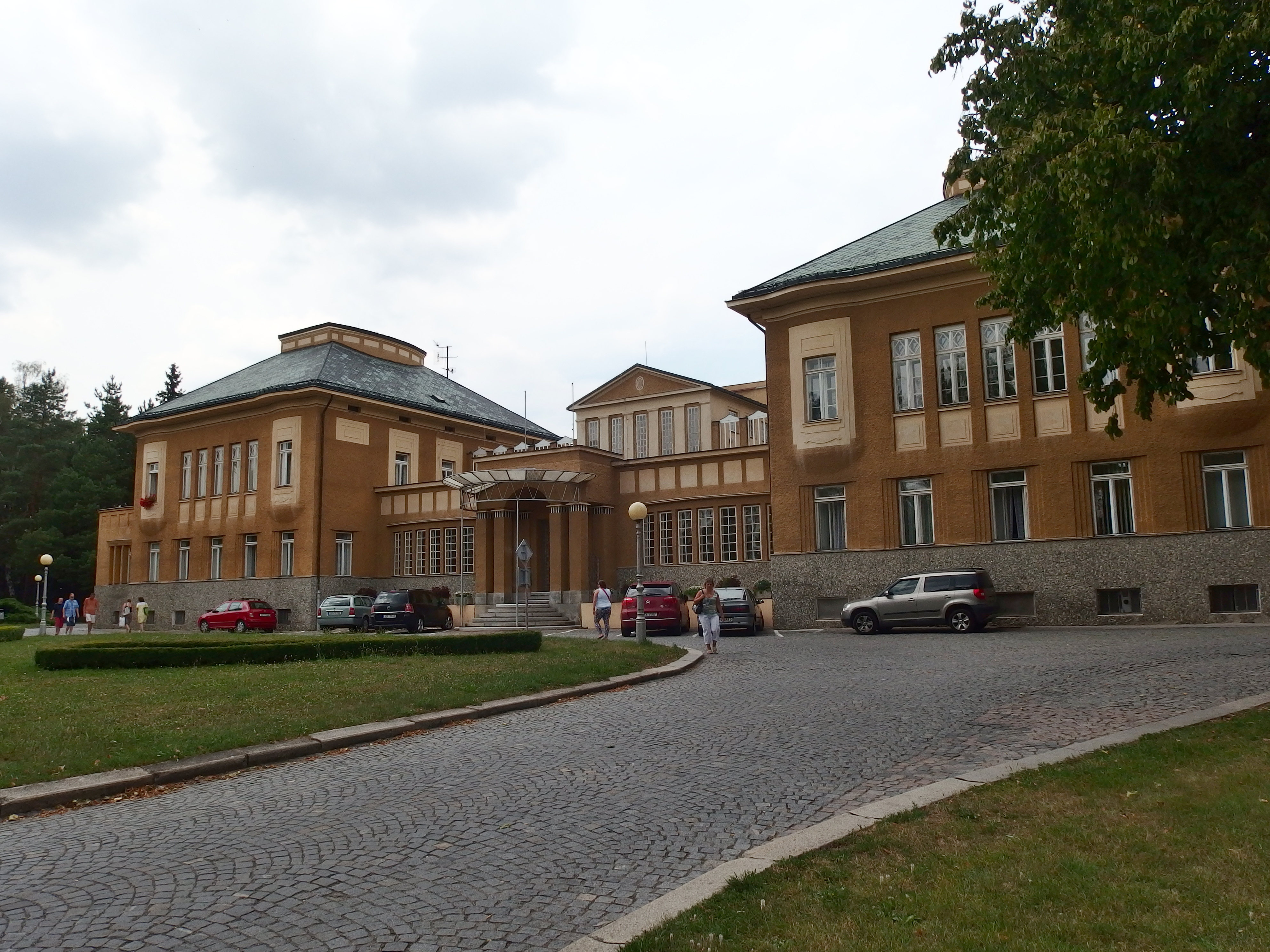
Psychiatrická nemocnice
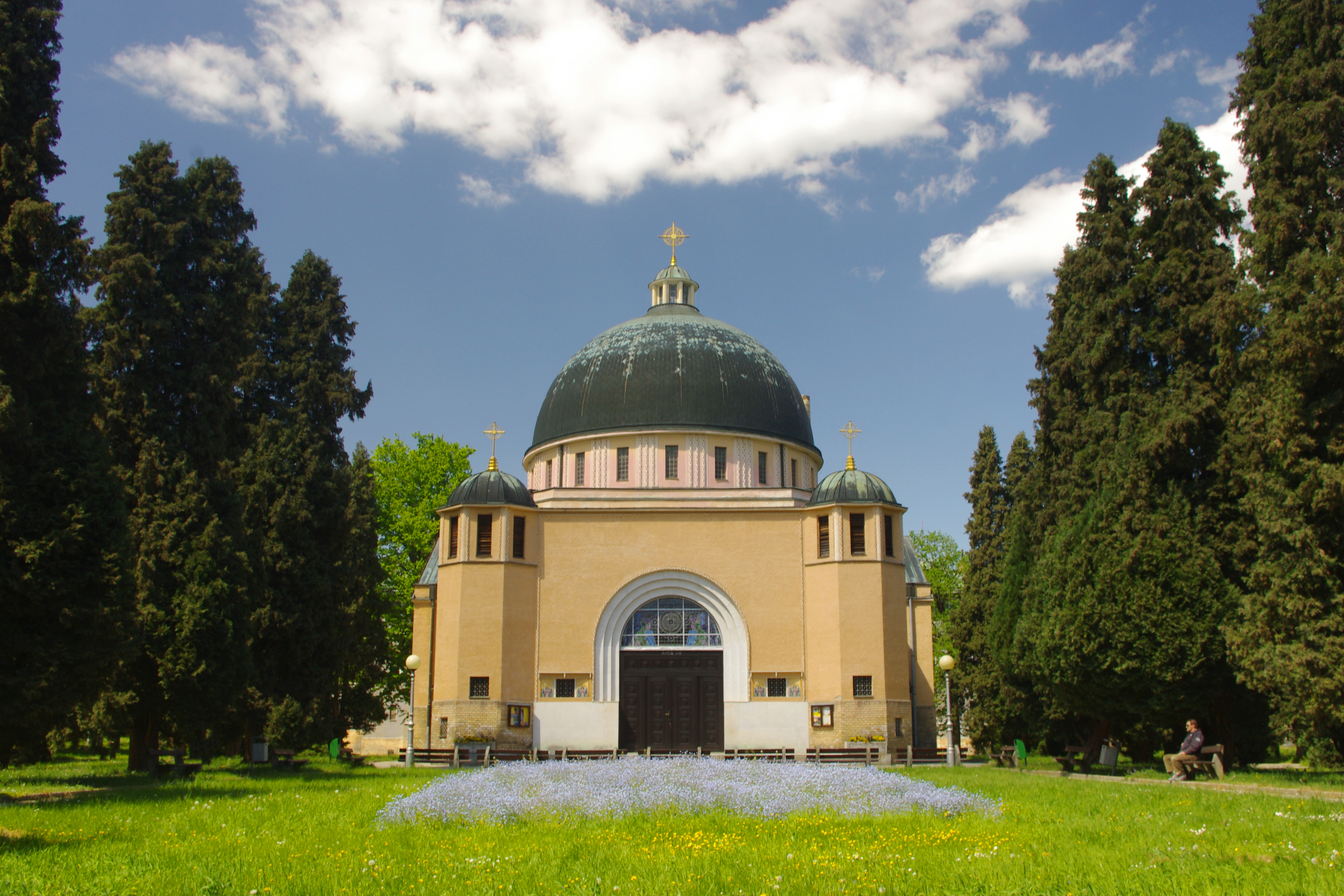
Katolický kostel svatého Cyrila a Metoděje
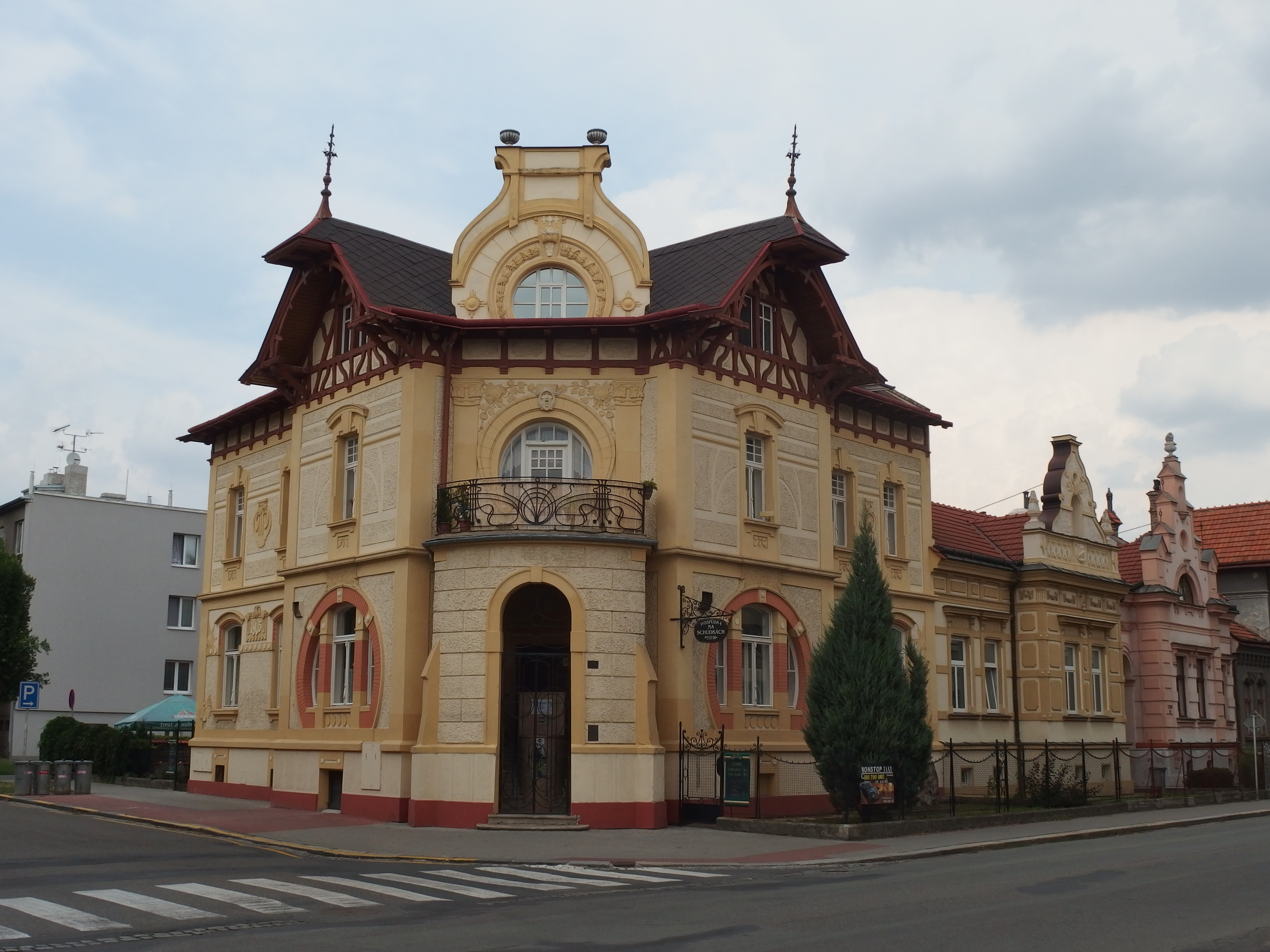
Secesní domy v Havlíčkově ulici